# Billboard Music Award for Top Hot 100 Song
Der Billboard Music Award for Top Hot 100 Song (dt. Billboard Music Award für den besten Hot 100 Song) wird jährlich im Rahmen der Billboard Music Awards in den USA verliehen. Die erste Verleihung in dieser Kategorie fand 1990 unter dem Namen #1 Hot 100 Single statt. 1994 wurde der Award als #1 Single verliehen und in den Jahren 1995–1997 als Single of the Year. Von 1998 bis 2004 wurde die Kategorie als Hot 100 Single of the Year verliehen. In dem Jahr 2005 wurde die Kategorie Hot 100 Song of the Year genannt. Bei den Billboard Music Awards 2011 wurde der Award in Hot 100 Song umbenannt. Und zu der Ausgabe von 2012 wurde sie in Top Hot 100 Song umbenannt.

## Gewinner

### 1990er
- 1990: Wilson Phillips – Hold On
- 1994: Ace of Base – The Sign
- 1995: Coolio – Gangsta's Paradise
- 1996: Los del Río – Macarena
- 1997: Elton John – Candle in the Wind 1997
- 1998: Next – Too Close
- 1999: Cher – Believe

### 2000er
- 2000: Faith Hill – Breathe
- 2001: Lifehouse – Hanging By a Moment
- 2002: Nickelback – How You Remind Me
- 2003: nicht verliehen
- 2004: Usher feat. Lil Jon & Ludacris – Yeah
- 2005: Mariah Carey – We Belong Together
- 2006: nicht verliehen
- 2007–2009: keine Verleihung

### 2010er
- 2010: keine Verleihung
- 2011: Taio Cruz – Dynamite
- 2012: LMFAO feat. Lauren Bennett & GoonRock – Party Rock Anthem
- 2013: Gotye feat. Kimbra – Somebody That I Used to Know
- 2014:
- 2015: Meghan Trainor – All About That Bass
- 2016: Wiz Khalifa feat. Charlie Puth – See You Again
- 2017: The Chainsmokers feat. Halsey – Closer
- 2018: Luis Fonsi & Daddy Yankee feat. Justin Bieber – Despacito
- 2019: Maroon 5 feat. Cardi B – Girls Like You

### 2020er
- 2020: Lil Nas X feat. Billy Ray Cyrus – Old Town Road
- 2021: The Weeknd – Blinding Lights
- 2022: The Kid Laroi & Justin Bieber – Stay